# Oriolus
Oriolus és un gènere d'ocells de la família dels oriòlids (Oriolidae).

## Taxonomia
Segons la Classificació del Congrés Ornitològic Internacional (versió 14.1, 2024)< aquest gènere està format per 32 espècies:
- Oriolus isabellae - oriol d'Isabela.
- Oriolus forsteni - oriol de Seram.
- Oriolus bouroensis - oriol de Buru.
- Oriolus phaeochromus - oriol de Halmahera.
- Oriolus sagittatus - oriol estriat.
- Oriolus melanotis - oriol de Timor.
- Oriolus finschi - oriol de Wetar.
- Oriolus decipiens - oriol de les Tanimbar.
- Oriolus szalayi - oriol de Nova Guinea.
- Oriolus flavocinctus - oriol verdós.
- Oriolus cruentus - oriol sagnant de Java.
- Oriolus consanguineus - oriol sagnant d'Indonèsia.
- Oriolus hosii - oriol negre.
- Oriolus traillii - oriol granatós.
- Oriolus mellianus - oriol argentat.
- Oriolus xanthornus - oriol capnegre asiàtic.
- Oriolus consobrinus - oriol ventríloc.
- Oriolus xanthonotus - oriol gorjanegre.
- Oriolus steerii - oriol de les Filipines.
- Oriolus albiloris - oriol de Luzon.
- Oriolus chlorocephalus - oriol capverd.
- Oriolus brachyrynchus - oriol capnegre occidental.
- Oriolus crassirostris - oriol de São Tomé.
- Oriolus larvatus - oriol capnegre oriental.
- Oriolus monacha - oriol capnegre d'Etiòpia.
- Oriolus percivali - oriol muntanyenc.
- Oriolus nigripennis - oriol alanegre.
- Oriolus auratus - oriol africà.
- Oriolus kundoo - oriol de l'Índia.
- Oriolus oriolus - oriol eurasiàtic.
- Oriolus chinensis - oriol de la Xina.
- Oriolus tenuirostris - oriol becfí.